# Szörénybúzás község
Szörénybúzás község (románul: Comuna Gârnic) község Krassó-Szörény megyében, Romániában. Központja Weitzenried, hozzá tartozik Mátévölgye.

## Népessége
A 2011-es népszámlálás adatai alapján a község népessége 1268 fő volt.